# Stations (album)
Pour les articles homonymes, voir Station.
Stations est l'unique album studio du groupe Mor, sorti en 1973 sur les labels Thélème et Phonogram. Le CD est distribué par Spalax Music à partir de 1992.

## Historique[3]
1973. Depuis un an déjà, Alan Stivell triomphe partout dans le monde avec sa « celtic pop progressive music », et entre deux tournées certains musiciens de son groupe s'offrent des petites escapades en solo. Dan Ar Braz est le premier, parmi ceux qui resteront ensuite au sein de ce groupe, à avoir concrétisé un tel projet en formant cette année-là l'éphémère groupe folk français Mor.
Les deux photos de pochette montre les membres du groupe cheveux longs (avec de la barbe pour Dan) et tricots/pulls serrés, avec un parfum de mer et de goélands pour seul ornement original. D'ailleurs, il ne faut pas l'oublier, "Mor" signifie "mer" en breton. Nombreux sont les écrits de cette langue qui ont été inspirés par la mer, en exemple le "Me Zo Ganet e Kreiz ar Mor" devenu une chanson traditionnelle, reprise par Gilles Servat et... Alan Stivell sur son album Reflets sous le titre "Je Suis Né Au Milieu De la Mer".
Deux 45 tours seront extraits du 33 tours : le premier comportera les pistes The Station et Gavotte et le second Peut-être pas la guerre et Suzanne.

## Liste des titres
Face A : 
1. Gavotte 2.50 (Dan Ar Braz)
2. Méditations d'automne 3.21 (Serge Derrien)
3. Merci, Monsieur Stephen Stills 0.46 (Dan Ar Braz)
4. Peut-être pas la guerre 3.56 (Serge Derrien / Dan Ar Braz)
5. Life Goes Away 4.08 (Serge Derrien / Juan Nin)
6. 7h du soir 2.48 (Dan Ar Braz)

Face B : 
1. The Station 3.54 (Serge Derrien)
2. Suzanne 3.12 (Dan Ar Braz)
3. My Child 2.24 (Marc Perru / Juan Nin)
4. Baby Let The Sun 2.43 (Serge Derrien)
5. Miroir de nos rêves 1.55 (Juan Nin)
6. Marines 2.02 (Jean-Yves Le Floch)

## Commentaires[3]
Après une introduction acoustique délicate à la guitare, le premier titre "Gavotte" évolue très vite (29 secondes) vers quelque chose de beaucoup plus énergique avec flûte. Après cette belle pièce de rock celtique instrumentale signée Daniel Le Bras, futur Dan Ar Braz, où se distinguent sa guitare électrique et la batterie de Michel Santangelli, l'album se poursuit avec "Méditations d'automne" aux ambiances acoustiques éthérées, aux paroles plutôt nostalgiques et aux harmonies charmeuses où l'on reconnait l'influence exercée par le groupe américain Crosby, Stills, Nash and Young et enchaîne aussitôt avec "Merci, Monsieur Stephen Stills", une courte pièce musicale instrumentale qui se veut justement un hommage explicite à l'un de ses membres.
"Peut-être pas la guerre" est un titre nettement plus énergique de rock celtique, coécrit par Serge Derrien et Dan Ar Braz où domine la guitare électrique caractéristique de Dan. "Life Goes Away" est une composition cosignée Serge Derrien / Juan Nin, où l'auditeur retrouve un son proche de celui du groupe américain susnommé.
Composé par Dan seul, l'instrumental "7h du soir" témoigne d'une orientation plus jazzy. Sa rythmique samba fait penser à la musique du groupe Santana tandis que la flûte (très présente sur l'album) évoque plutôt celle du groupe Jethro Tull.
La chanson "The Station" est une composition de Serge Derrien chantée par un Dan qui tente ici  d'imiter Ray Charles. Serge Derrien signe également seul les titres "Suzanne" et "Baby Let The Sun". Outre "Life Goes Away", Juan Nin
cosigne également le popisant "My Child", cette fois avec Marc Perru, le futur successeur de Dan Ar Braz après son départ définitif en 1977 de la formation d'Alan Stivell. Seul cette fois, Juan Nin signe également le titre "Miroir de nos rêves" où Dan Ar Braz assure les parties d'harmonica et d'autoharpe.
Enfin, Jean-Yves Le Floch signe le dernier titre de l'album, l'instrumental "Marines" qu'il interprète seul au piano.

## Musiciens
- Serge Derrien (chant, guitares, flûte)
- Juan Nin (chant, guitares)
- Daniel Le Bras (chant, guitares, harmonica, autoharpe)
- Richard ? (basse)
- Jean-Yves Le Floch (piano, orgue hammond)
- Michel Santangelli (batterie, percussions)